# Calligonum mejidum
Calligonum mejidum là một loài thực vật có hoa trong họ Rau răm. Loài này được Al-Khayat mô tả khoa học đầu tiên năm 1988.